# فوندا أرار
فوندا أرار (بالتركية: Funda Arar)‏ (ولدت في 8 أبريل 1975 في أنقرة). مغنية بوب تركية.

## حياتها

### حياتها الخاصة
حصلت على تعليمها الابتدائي في مدرسة أحمد وفيق باشا في أنقرة، أما تعليمها الإعدادي والثانوي ففي موغلا، وآدابازاري. وتخرجت في عام 1996 من جامعة إسطنبول الفنية للموسيقي التركية. وبعد سنتين من تخرجها عملت في تدريس الموسيقى، والفن المسرحي، ثم تزوجت من فابيو تشال. وقد حددت يومي الثامن والعشرين والتاسع والعشرين من يونيو عام 2004 لأجل الزواج بسبب قمة الناتو التي عقدت في إسطنبول. وقالت " لقد كنا نفكر بالزواج في يوم أخر ولكن اخترنا هذا اليوم". وقالت أيضاً في تقريرٍ لها عن زوجها تشال " إنه يعرف جيداً ما أريده، وأنا أيضاً أعرف ما ينتظره مني، ولكن في العمل لا تكون العلاقة بيننا كحبيب وحبيبه، أو زوجة وزوجها. وفي 9 يوليو، ولدت طفلاً سمته أراس.

## حياتها الفنية

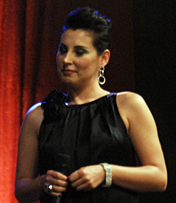
أرار ضيفة شرف في إحدي البرامج التليفزيونية في 2009

### فترة عام 2000
ظهر أول ألبوم غنائي لفوندا أرار في 11 فبراير 2000، وقامت بإنتاجه لصالح مؤسسة الإعلام التركية tmc. وتعاملت بشكل أساسي في ذلك الألبوم مع الملحن يوجل أرزان، وقد اختارت قصيدة الطرقات للشاعر نجيب فاضل لغنائها في الألبوم، وقام بإخراج تلك الأغنية المخرج هاكان يوناط كأول أغنية مصوره لفوندا أرار. وقامت أيضاً باختيار مقطوعة من قصيدة في الحب للشاعر بهجت نجاتي جل، وقامت أيضاً بغناء قصيدة المطر للشاعرة كلثوم جانيز، وأيضاً أقبل قبل أن يولد القمر لشايدا كلنتش. وقامت فوندا أرار بعد تصوير الطرقات بتصوير أيسل وكلماتها  مع أغنية لا نهاية لهذا الحب للشاعر يوجل أرزان على الترتيب. وفي عام 2000، شاركت في المسلسل المشهور روحصار، وقد كانت فوندا في ذلك المسلسل كضيفة شرف. وكانت أغنيتها أه ياولدي التي غنتها في المسلسل في مقدمة الأغاني.

### فترة عام 2001
وبعد فترة من طرح ألبوم فوندا أرار، طرحت في 14 فبراير 2001، ألبوم غنائي مشترك مع فنان أخر من نفس الشركة اسمه كيراتش، وقد سُمي الألبوم باسم مع الحبيب. وقد تم تصوير الأغنية التي حملت نفس اسم الألبوم التي غناها الثنائي. وبعد ذلك صورت فوندا أرار أغنيتها «أنا أفكر فيك» والتي قامت بتلحينها وكتابة كلماتها. وقد حصلت فوندا أرار مع كيراتش على جائزة مجلة جمعية الصحفيين في عام 2002 عن الألبوم الذي طرحاه معاً مع الحبيب كأفضل انطلاقه فنية.

### فترة عام 2002
وفي 16 أبريل 2002، طرحت ألبومها الثاني والذي سمته Alagül، وقام بإخراج أغنية Alagül والتي تحمل نفس اسم الألبوم المخرج هاكان يوناط. وقد قامت فوندا بتصوير أغنية Arap saçı والذي كتب كلماتها الملحن اركين قوراي وقد قام زوجها فابيو تشال بإخراجها بنظام جديد عُرف بشفرة قابيو وأرار وقد أدي ذلك إلى حدوث طفره موسيقى البوب التركية. وقد بلغ عدد الأغاني التي صورتها في ذلك الألبوم 5 أغنيات، وفي نفس الوقت قامت فوندا بكتابة العديد من كلمات الأغاني في ذلك الألبوم.

### فترة عام 2003
قامت فوندا بطرح ألبومها الثالث في شهر أكتوبر عام 2003، وقد حمل هذا الألبوم اسم حرق الحب، وقامت فوندا بتصوير الأغنية التي تحمل نفس اسم الألبوم، ثم قامت بعد ذلك بتصوير 6 أغنيات من الألبوم. وقد أعاد مؤلف الأغاني فكرت قيظي لوق صياغة جزء من قصيدة هل لديك خبر للشاعر أحمد عارف حتي تقوم فوندا بغنائها. ثم قامت بعد ذلك بتصويرها. وقد حصلت على جائزة الفراشة الذهبية من جريدة 31 حريت، لأفضل انطلاقة فنان.

### فترة عام 2006
بعد عامين من أخر ألبوم لها قامت فوندا في 3 مارس 2006، بطرح ألبوم جديد لها يحمل اسم الرقصة الأخيرة. وكانت أول أغنيها تقوم بتصويرها في هذا الألبوم أغنية أيام مظلمة، وبلغ عدد الأغنيات التي قامت بتصويرها 6 أغنيات. وقد كان ألبومها الأول في مبيعاً بين عشر ألبومات أخرى. وحصلت فوندا على الجائزة البلاتينية من قبل Mü-yap.

### فترة عام 2007
طرحت فوندا ألبوم دويتو غنائي جديد لنفس الشركة، وأقامت العديد من الحفلات الغنائية، وبدأت في مشروع جديد مع الفنان كيراتش. وبدأ الثنائي في تقديم برنامج تيليفزيوني اسمه الظلال. وترك الفنانان أعمال دائمة في تاريخ الموسيقى التركية. وبدأ في البرنامج في قناة TRT 1، ثم استمر في قناة Show TV.

### فترة عام 2008
أعلنت فوندا أنها تريد أن تطرح ألبوم من الأغاني التركية التراثية، وفي عام 2008 ظهر ألبومها الحلم. وقد أظهرت الفنانة رفضها للعنف المنزلي ضد المرأة، وشاركت مع 13 فنانة في إنتاج ألبوم غنائي لجلب الانتباه لهذا الموضوع. وقد سُمي هذا الألبوم بأغانى الدنيا الضاحكة. وقد غنت أغنية بعد أمس وقبل غدٍ وقد قامت زحل أولجاي بكتابة كلمات تلك الأغنية. كما قامت أيضا بكتابة كلمات أغنية على أي حال في ألبوم حرق الحب.

### فترة عام 2009
قامت فوندا بطرح ألبوم جديد لها في 6 مارس 2009، وقامت بتسمية ذلك الألبوم باسم  يد الزمن. وقامت بتصوير أربع أغنيات من هذا الألبوم، وكعادتها يكون اسم الألبوم أغنية من أغاني الألبوم. ويتعبر هذا الألبوم من أكثر الألبومات التي حققت نسبة مبيعات لفوندا، وقد حصلت فوندا على العديد من الجوائز بسبب هذا الألبوم. وحققت أغنية Yak Gel أعلى نسبة تحميل في العالم الرقمي. وأقامت فوندا العديد من الحفلات الغنائية لهذا الألبوم، وسمتها الأغاني والموسيقى.

### 2010 وما بعدها
في 10 فبراير 2011، قامت فوندا بطرح ألبومها الجديد حب الأطفال البرئ. وقد قامت بغناء قصيدة لناظم حكمت، بعد أن قام جام كاراجا بصياغة جزء منها في أغنية مثل الجميع. وفي هذا الألبوم قامت بغناء وكتابة كلمات أغنية أحبابي. وحقق ألبوم حب الأطفال البرئ نسبة أعلى مبيعات من بين 5 ألبومات. وقامت بالعديد من الحفلات من آن لأخر لأجل محبيها. وقامت بالعديد من الحفلات الموسيقية في العديد من الأماكن مثل مسرح جميل طوبزلو المكشوف، وساحة كورتششما.
وبعد ألبوم حب الأطفال البرئ بفترة، طرحت البومها الجديد السينما الصامتة في 2 مايو 2012، لصالح شركة إنتاج جديدة. وهي شركة أمرا جرافسون الغنائية. وعملت في هذا الألبوم مع العديد من الفنانين منهم زوجها فابيو تشال، يلديز تيلبه، نيران انسال، أنور باش تورك.

## الألبومات
- في الحب (2000)
- مع الحبيب (2001)
- Alagül في (2001)
- نار الحب (2003)
- الرقصة الأخيرة (2006)
- الحلم (2008)
- يد الزمن (2009)
- حب الأطفال البرئ (2011)
- السينما الصامتة (2012)
- الذاكرة (2013)

## فيلموغرافي
| السنة | الفيلم           | الدور      | ملاحظات  |
| ----- | ---------------- | ---------- | -------- |
| 2009  | الفتيات الذهبيات | فوندا أرار | ضيفة شرف |
| 1999  | روحصار           | فوندا أرار | ضيفة شرف |

| يد الزمان        | "تعلمت منك"          | 1 | —  |
| يد الزمان        | "Yak Gel"            | 1 | —  |
| يد الزمان        | "النار تحرق حيث تقع" | 3 | —  |
| يد الزمان        | "جرح لا ينتهي"       | 2 | 98 |
| يد الزمان        | "الليالي"            | 2 | —  |
| حب الأطفال البرئ | "أنت وأنا"           | 1 | 75 |
| حب الأطفال البرئ | "كلانا"              | 1 | —  |
| حب الأطفال البرئ | "حبك يستحق العناء"   | 1 | —  |
| حب الأطفال البرئ | "اذكر اسمي"          | 2 | —  |

### الجوائز
| السنة | المؤسسة المانحة للجائزة               | التصنيف                                                             |
| ----- | ------------------------------------- | ------------------------------------------------------------------- |
| 2002  | جائزة مجلة جمعية الصحفيين             | أفضل انطلاقه فنية                                                   |
| 2003  | جائزة الفراشة الذهبية من مجلة حريت 31 | أفضل انطلاقة فنان                                                   |
| 2004  | جائزة الفراشة الذهبية من مجلة حريت 32 | أفضل انطلاقة فنان                                                   |
| 2006  | جامعة مرمرة)                          | أفضل مغنية بوب                                                      |
| 2006  | نجمة العام (جامعة يلديز الفنية        | أفضل فنانة محبوبة                                                   |
| 2006  | جوائز موسيقتنا المستقبلية             | أفضل مغنية بوب                                                      |
| 2006  | جوائز موسيقتنا المستقبلية             | أفضل كاتبة كلمات (Camdan Kalpقلب من زجاج - جوناي كوبان Günay Çoban) |
| 2006  | مؤسسة صحفي الإذاعة والتيليفزيون       | أفضل برنامج موسيقي ترفيهي (الظلال)                                  |
| 2007  | جائزة MÜ-YAP الغنائية 5               | الألبوم البيلاتيني (الرقصة الأخيرة)                                 |
| 2009  | جوائز مجلة الجودة                     | الفنانة الأعلى جودة                                                 |
| 2009  | جوائز fm اسطنبول للأغاني              | أفضل ألبوم فنانة (يد الزمان)                                        |
| 2009  | جوائز Kral Tv للفديو المصور 16        | الأغنية الأكثر تحميلاً (Yak Gel)                                     |
| 2010  | .مجلة السياية 16                      | أفضل مؤلفة أغاني                                                    |
| 2010  | مشاهير تركيا                          | أفضل صوت فنانة محبوب                                                |
| 2012  | جوائز الجودة 3                        | الفنانة الأعلى جودة                                                 |

## برامجها التليفزيونية
- أداء فوندا أرار (2005)
- الظلال (2006)
- الأغاني والموسيقى مع فوندا أرار (2008-2009)

## روابط خارجية
- فوندا أرار على موقع IMDb (الإنجليزية)
- فوندا أرار على موقع ميوزك برينز (الإنجليزية)
- فوندا أرار على موقع ديسكوغز (الإنجليزية)